# Georg Klaus
Pour les articles homonymes, voir Klaus.
Georg Klaus (né le 28 décembre 1912 à Nuremberg, mort le 29 juillet 1974 à Berlin-Est) est un philosophe allemand.

## Biographie
Georg Klaus est le troisième fils du fondeur de fer Georg Heinrich Klaus. En 1932, il commence à étudier les mathématiques à l'université d'Erlangen. Pendant ce temps, il devient membre du KPD. En raison de ses activités politiques, il est arrêté en 1933 et reconnu coupable de haute trahison. Il passe deux ans en prison à Nuremberg puis trois ans en détention préventive jusqu'en 1939 dans le camp de concentration de Dachau. Après sa libération, il travaille dans des fabriques de crayons à Nuremberg (Faber-Castell ou Schwan-Bleistift.
En 1943, Klaus est enrôlé dans la Wehrmacht et déployé sur le front de l'Est. En raison d'une blessure au poumon, il passe un long moment à l'hôpital. En 1945, il est capturé par les Alliés sur le front occidental. Après sa libération, il dirige la maison d'édition Thüringer Volk à Sonneberg (Thuringe), en septembre 1945 il devint président de district du KPD à Sonneberg et en 1946 membre de la direction de district du SED. En 1946 et 1947, il fréquente la Parteihochschule Karl Marx et est alors secrétaire de la direction du SED du Land de Thuringe.
En 1947, Klaus reprend ses études à Iéna et obtient son diplôme en 1948 en docteur en sciences de l'éducation. Après avoir été maître de conférences et terminé son habilitation, il devient professeur de matérialisme dialectique et historique à Iéna en 1950. En 1953, il s'installe à l'Université Humboldt de Berlin, où il devient directeur de l'Institut de philosophie. En même temps, il reprend la chaire de logique et d'épistémologie. En 1959, il rejoint l'Académie allemande des sciences, où il prend la direction du département des textes historiques de la philosophie. Dans le même temps, Hermann Ley (de), lui succédant à la direction de l'Institut de philosophie de Berlin, commence à construire la nouvelle chaire de problèmes philosophiques en sciences, activement soutenu par l'étudiant de Klaus, Herbert Hörz (de).
Sous la direction de Klaus et avec un effectif en constante augmentation (initialement environ 20, enfin environ 140 employés), l'Institut de philosophie de l'Académie se développe. En 1961, Klaus est élu membre à part entière de l'Académie des sciences.
Klaus s'est marié deux fois. Il a une fille de son premier mariage avec Maria. Lors de son second mariage, sa femme Elfriede lui apporte deux filles, que Klaus a adoptées. La famille vit le plus longtemps dans la banlieue de Berlin, plus récemment à Berlin-Wilhelmshagen. Sa fille adoptive Sabine, réalisatrice de télévision, reprend cette maison et y vit avec son second mari Klaus Fuchs-Kittowski.
Georg Klaus est enterré dans le Mémorial des socialistes au cimetière central de Berlin-Friedrichsfelde.

## Œuvre
Le lien entre sa philosophie et la science moderne fait partie des préoccupations philosophiques de Georg Klaus. Il reconnait qu'il y a un retard considérable dans la réception philosophique dans ce domaine. La philosophie marxiste a de grandes difficultés au milieu du XXe siècle avec une compréhension matérialiste des mathématiques et de la logique, avec des résultats plus récents en physique (par exemple sur l'espace et le temps) et avec des disciplines telles que la sémiotique et la cybernétique. C'est ce qui explique sa préoccupation intense de la logique moderne, de la cybernétique, de la sémiotique et d'une méthodologie générale des sciences. Son travail connexe inclut le rejet des interprétations philosophiques non scientifiques et dogmatiques des résultats scientifiques.
À partir de 1954, Klaus tient une conférence philosophique de deux semestres sur la logique à l'Institut de philosophie de l'Université Humboldt de Berlin, au cours de laquelle il comprend par logique sa forme moderne, connue sous le nom de logique mathématique. Cette conférence constitue la base de ses écrits ultérieurs sur la logique moderne, apparus dans plusieurs éditions de plus en plus améliorées et augmentées. Dans le contexte de cette conférence, Klaus développe une vive polémique contre les erreurs de jugement philosophiques de la logique moderne, telles que la logique formelle au sens de David Hilbert. Ses évaluations rigoureuses des travaux sur l'évaluation philosophique de la logique par le marxiste hongrois Béla Fogarasi lui valent de nombreuses réprimandes en RDA.
Après avoir intégré l'Académie des sciences de la RDA, Klaus participe à la publication d'écrits d'histoire de la philosophie, qu'il fournit avec des discours d'introduction détaillés et des commentaires scientifiques.
Cependant, la cybernétique et ses sous-domaines (théorie générale des systèmes, théorie du contrôle, théorie de l'information et modèles de communication, théorie des jeux) font partie des domaines que Klaus préfère traiter. En cybernétique, il ne se contente pas d'une analyse épistémologique et philosophique de la cybernétique et de ses sous-domaines ainsi que des applications possibles dans d'autres disciplines, mais tente de lui créer des prérequis scientifiques-politiques et scientifiques-organisationnels. À l'académie, cela conduit à la formation d'une commission cybernétique, qui est nommée par le secrétaire général de l'académie de l'époque. Georg Klaus est responsable de cette commission, soutenu par ses étudiants Rainer Thiel et Heinz Liebscher. La commission doit élaborer un mémorandum dans lequel l'état de la recherche et les exigences futures concernant l'utilisation des mentalités cybernétiques doivent être enregistrés.
Parallèlement à ses investigations théoriques et méthodologiques, Georg Klaus se rattache à contribuer au développement de la philosophie du matérialisme dialectique et cherche à l'élever au niveau des sciences naturelles et sociales du XXe siècle. Cela permet, par exemple, de concevoir le cours de cybernétique économique, qui est introduit dans certaines universités de la RDA à la fin des années 1960, mais est interrompu au milieu des années 1970 pour des raisons idéologiques après le changement de pouvoir dans le Bureau politique du SED de Walter Ulbricht à Erich Honecker. Klaus initie et édite un Dictionnaire philosophique avec Manfred Buhr.

## Échecs
En 1928, Klaus devient membre du club d'échecs des ouvriers de Nuremberg. Il est responsable de la rubrique Échecs pour le journal Fränkische Tagespost. Après la dissolution forcée du club d'échecs, il est membre du club d'échecs civil Noris Nuremberg et champion par équipe de Franconie en 1933.
En 1942, Klaus est deuxième du tournoi de Ratisbonne, ce qui lui permet de se qualifier pour le championnat de Grande Allemagne à Bad Oeynhausen. Il prend la deuxième place partagée (derrière Ludwig Rellstab). En 1943, il atteint la quatrième place au 4e tournoi des maîtres d'échecs du Gouvernement général de Pologne à Krynica. Il remporte une victoire sur Efim Bogoljubov.
En 1953-1954, Klaus est président de la fédération d'échecs de la RDA. En 1953, il participe à un concours entre la RDA et la Bulgarie à Sofia.